# Азари Туси
Шейх Джалалуддини Али Хамза ибн Малик Хошими Байхаки Исфароини Марвази, известный как Азари Туси (перс. آذری طوسی‎), (1380, Исфераин — 1462, там же) — шиитский суфийский поэт, суфийский шейх.
Наиболее известное произведение — Чавохир-ул-асрор, написанное в 1430 году. Удостоился почётного звания Хамса как автор поэтического пятикнижия, именуемого в персидской традиции хамсе.

## Биография
Азарии родился в Исфароине. Его настоящее имя было Нуридин Махмуд ибн Абдумалик. По отцу Исмоилу (Исмаилу) его называли «королём Багдада, Али ибни Маликом». В средневековой литературе известен как Нуридин.
Стал писать стихи с детства. В начале своей поэтической деятельности он также пел при дворе Матушахруха, сына Тимура.
Он дважды совершил паломничество в Мекку пешком и написал книгу Саи-ал-Сабак. Вернувшись из Мекки, он направился в Индию, где его принимал Ахмад-шах Бахмани в своём замке, оказывая высокое уважение.

## Сочинения
- Бахманнаме
- Имомия
- Самарот
- Мафотех-ул-асрор
- Чавохир-ул-асрор